# Nina Nesbitt
Nina Nesbitt (Livingston, 11 juli 1994) is een Schotse singer-songwriter. Op 6 juni 2012 tekende ze bij Universal Music, na twee ep's (Live Take en The Apple Tree) te hebben uitgebracht in eigen beheer. In 2014 kwam haar album Peroxide uit.
Nesbitt dankt haar bekendheid mede aan Ed Sheeran en Elliot Gleave (Example).
Toen Nesbitt in 2011 naar een intiem concert van Sheeran ging vertelde iemand hem dat ze zelf muziek schrijft, waarop hij haar vroeg iets te spelen. Zoals Nesbitt zelf zei 'klapte hij en zei dat het heel goed was en dat hij er nog één wilde horen, maar hij moest weg om te spelen'. Sheeran vroeg haar later om voorprogramma van hem te zijn, eerst in het Verenigd Koninkrijk en later op zijn tour door Europa, begin 2012.
Nesbitt speelt ook de rol van Sheerans ex vriendin in de videoclip van zijn nummer 'Drunk'.
Sheeran liet Nesbitts cover van 'Stay Awake' aan diens schrijver Example horen die enthousiast was en haar later via Twitter vroeg om voorprogramma te zijn bij zijn tour door het Verenigd Koninkrijk.

## Discografie
Nina Nesbitt heeft een aantal ep's en een album uitgebracht.

### Live take
Live Take  kwam uit op 5 december 2011.
- Glue (live)
- Noserings and Shoestrings (live)
- Skeletons (live)
- Babylon (live)
- Standing On One Leg(Hidden track)

Behalve 'Babylon', een nummer van David Gray zijn alle nummers op deze ep geschreven door Nesbitt.

### The Apple tree
The Apple Tree kwam uit op 23 april 2012. Het is uitgebracht onder 'N² records'. N² verwijst naar Nina Nesbitt. 
- The Apple Tree
- Seesaw
- Hold You
- Only Love
- Make Me Fall

### Boy
De single Boy kwam uit in september 2011.
- Boy
- Jessica (demo)
- Boy (acoustic)
- Boy (Hostage remix)

### Stay Out
Stay Out kwam uit op 8 april 2013.
- Stay Out
- Just Before Goodbye
- No Interest
- Statues

### Way In The World
Way In The World kwam uit op 21 juli 2013.
- Way In The World
- Brit Summer (Demo)
- Not Me
- Spiders

In 2013 verschijnt Nina Nesbitt op de Brand New Day EP van de Ierse band Kodaline.

### Peroxide
Nesbitts eerste album Peroxide komt uit op 17 februari 2014. Dit album bereikt de eerste plaats in de Schotse hitlijsten en de elfde plaats in die van het Verenigd Koninkrijk.
- Peroxide
- Stay Out
- Selfies
- Two Worlds Away
- Align
- Mr. C
- He's The One I'm Bringing Back
- 18 Candles
- Tough Luck
- The Outcome
- Hold You (feat. Kodaline)
- We'll Be Back For More
- The Hardest Part

### Modern Love
Modern Love kwam uit op 5 februari 2016.
- Chewing Gum
- Take You To Heaven
- Masquerade (Demo)
- Chewing Gum (Niightwatch Demo)
- Chewing Gum (Leon Lour Remix)

### Colder
Op 30 november 2018 bracht Nesbitt de ep Colder uit.
- Colder
- Loyal to Me
- The Sun Will Come up, The Seasons Will Change
- Somebody Special
- The Best You Had
- The Moments I’m Missing

### The Sun Will Come Up, The Seasons Will Change
Dit album kwam uit op 1 februari 2019. 
- Sacred
- The Moments I’m Missing
- The Best You Had
- Colder
- Loyal to Me
- Somebody Special
- Is It Really Me You’re Missing
- Love Letter
- Empire
- Chloe
- Things I Say When You Sleep
- Last December
- The Sun Will Come up, the Seasons Will Change

- Bibliothèque nationale de France: cb16930426z (data)
- Gemeinsame Normdatei: 1232027995
- International Standard Name Identifier: 0000 0004 3758 5970
- Library of Congress Control Number: n2020055078
- MusicBrainz: 2e759a02-63c2-437a-ace5-0c8dbc763684
- Nationale Bibliotheek van Tsjechië: xx0189407
- Virtual International Authority File: 311118196